# Misao Fujimura
Misao Fujimura (藤村 操 Fujimura Misao?, 20 de julio de 1886-22 de mayo de 1903) fue un estudiante de filosofía japonés y poeta, en gran parte recordado debido a su poema de despedida que escribió en un árbol justo antes de suicidarse.

## Biografía
Fujimura nació en Hokkaidō. Su abuelo fue un samurái del Dominio Morioka, y su padre fue trasladado a Hokkaidō después de la Restauración Meiji como director del precursor Banco de Hokkaido. Fujimura se graduó en la escuela media en Sapporo, y entonces se trasladó a Tokio donde fue a una escuela privada para entrar a la Universidad Imperial de Tokio.
Más adelante viajó a las cascadas Kegon en Nikko, una zona paisajística famosa, y escribió su poema de despedida directamente en el tronco de un árbol antes de suicidarse. Su tumba se encuentra en el Cementerio de Aoyama en Tokio.

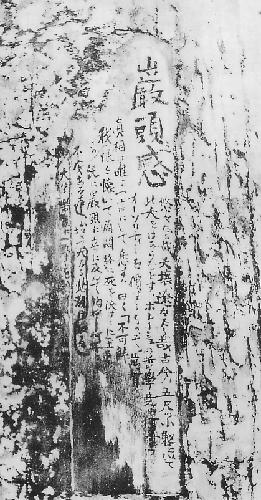
Nota de suicidio de Misao Fujimura

La historia se volvió pronto sensacionalista en los periódicos de la época, y fue comentada incluso por el famoso escritor Natsume Sōseki, su profesor de inglés en el instituto donde Fujimura estudiaba. Más tarde Sōseki escribió sobre su muerte en su libro Almohada de hierba.

## Poema de despedida
| Japonés | Español |
| --- | --- |
| 巌頭之感 悠々たる哉天壌、 遼々たる哉古今、 五尺の小躯を以て此大をはからむとす。 ホレーショの哲學竟に何等のオーソリチィーを價するものぞ。 萬有の眞相は唯だ一言にして悉す、 曰く「不可解」。 我この恨を懐いて煩悶、終に死を決するに至る。 既に巌頭に立つに及んで 胸中何等の不安あるなし。 始めて知る 大なる悲觀は大なる樂觀に一致するを | Pensamientos en el precipicio ¡Qué inmenso es el universo! ¡Qué eterna es la historia! Quería medir la inmensidad con este diminuto cuerpo de metro y medio. ¿Qué autoridad tiene la filosofía de Horacio? * La verdadera naturaleza de toda la creación. Es en una palabra - "insondable". Con este pesar, estoy decidido a morir. De pie sobre una roca en la cima de una cascada. No tengo ansiedad. Lo reconozco por primera vez. Un gran pesimismo no es más que un gran optimismo. |

## Literatura
- 土門公記（Domon Kouki）: 藤村操の手紙－華厳の滝に眠る16歳のメッセージ. Shimotsuke Shimbunsha, 2002, ISBN 4-88286-175-5